# MS&D

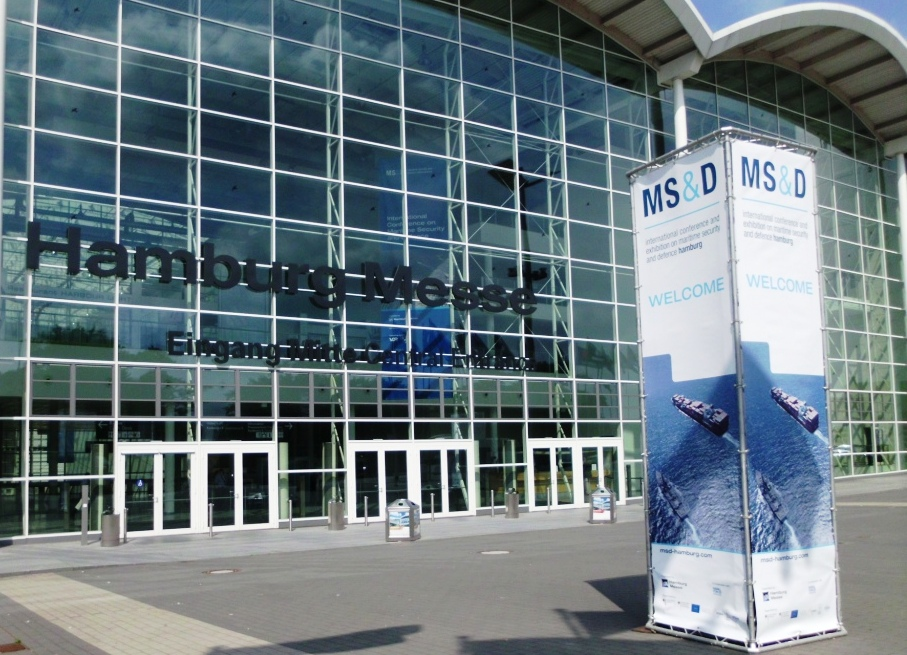
Eingang zur MS&D 2011

Die MS&D (International conference on maritime security and defence) ist eine internationale Fachkonferenz für maritime Sicherheit und Verteidigung, die alle zwei Jahre im Rahmen der Messe SMM auf dem Gelände der Hamburg Messe stattfindet. Veranstalter ist die Hamburg Messe und Congress GmbH.

## Geschichte
Die Veranstaltung wurde 2009 zum ersten Mal durchgeführt. In diesem Jahr und im Jahr 2011 war sie als „International conference and exhibition on maritime security and defence“ gleichzeitig Fachmesse für Marineschiffbau, Verteidigungs- und Überwachungstechnik sowie Techniken und Geräte zur Abwehr von Piraten. Seit 2012 ist sie in die SMM integriert.

## Teilnehmer
Konferenzteilnehmer sind Militärdelegationen aus mehreren Kontinenten sowie Experten für Sicherheit von Häfen und Seewegen aus Organisationen, Regierungen, Wissenschaft, Handelsschifffahrt und Industrie.

## Schwerpunktthemen
Hintergrund der Entstehung der Veranstaltung waren die zunehmenden Piratenüberfälle vor der Küste Somalias und in anderen Seegebieten. In späteren Veranstaltungen wurden unterschiedliche Schwerpunktthemen diskutiert.
- 2009: Asymmetrische Bedrohungen der internationalen Schifffahrt durch Piraterie und Terrorismus
- 2011: Hafensicherheit
- 2012: Veränderungen in der maritimen Umwelt, Sicherheit der maritimen Logistikketten, maritime Entwicklungen im technischen, strategischen und politischen Bereich
- 2014: Maritime Herausforderungen der Globalisierung, maritime Entwicklungsmöglichkeiten[4]
- 2016: Sicherheit der internationalen Seewege und der maritimen Infrastruktur, Einsatz von Marinestreitkräften bei internationalen Krisenoperationen, digitale Sicherheit bei der Bedrohung durch Cyberattacken, Trends der Marine- und der Umwelttechnik[5]
- 2024: Das Thema für 2024 lautet Challenges of Transition in the Naval and Maritime Domain. Medienpartner ist der zur Gruppe Tamm Media gehörende Mittler-Report-Verlag. Partner für die inhaltliche Gestaltung ist das Deutsche Maritime Institut, dessen Präsident Karsten Schneider die Konferenz leitet.[6]

## Sonstiges
In der Magazinreihe Naval Forces erschien 2016 ein Sonderheft zur MS&D.